# بلا أباد
بلا أباد هي قرية في مقاطعة نائين، إيران. يقدر عدد سكانها بـ 62 نسمة بحسب إحصاء 2016.